# Шенвалд (Баварска)
Шенвалд (њем. Schönwald) град је у њемачкој савезној држави Баварска. Једно је од 17 општинских средишта округа Вунзидел (Фихтел). Према процјени из 2010. у граду је живјело 3.525 становника. Посједује регионалну шифру (AGS) 9479150.

## Географски и демографски подаци
Шенвалд се налази у савезној држави Баварска у округу Вунзидел (Фихтел). Град се налази на надморској висини од 610–718 метара. Површина општине износи 19,2 km². У самом граду је, према процјени из 2010. године, живјело 3.525 становника. Просјечна густина становништва износи 184 становника/km².

## Међународна сарадња
| Мјесто | Држава    | Врста сарадње | Од    |
| ------ | --------- | ------------- | ----- |
|        | Француска | партнерство   | 1984. |
| Извор  |           |               |       |